# AMF Futsal World Cup
La Coppa del mondo di calcio a 5 AMF (en. AMF Futsal World Cup) è una manifestazione dedicata alle squadre nazionali di calcio a 5, ideata nel 1982 dall'allora istituzione di governo di questo sport, la FIFUSA. La prima edizione fu istituita dalla FIFUSA in accordo con la Federazione Paulista di calcio a 5; il torneo si disputò in Brasile e vi parteciparono 10 formazioni nazionali: 5 squadre sudamericane, 3 europee, la Costa Rica ed il Giappone.
Dal 2003 è l'AMF ad organizzare la manifestazione.

## Storia

### Le prime due edizioni in Brasile e Spagna
Il Brasile, capitanato dal portiere Beto e diretto in panchina da César Vieira che con i verdeoro aveva già vinto il campionato panamericano due anni prima, si preparò alla manifestazione con due amichevoli entrambe sonoramente vinte. Le 33 reti messe a segno nel torneo ne fecero la squadra miglior realizzatrice, ma la finale con il Paraguay, disputata davanti a quasi 12.000 persone nonostante l'orario (mezzogiorno) e la diretta televisiva di Rede Globo, e segnata dall'importanza dell'evento, fu determinata dal solitario gol di Jackson.
L'ottimo risultato di pubblico, coronato dalla vittoria della squadra di casa sul Paraguay ed il podio completato dall'Uruguay vittorioso sulla Colombia, portò la FIFUSA a consolidare questa manifestazione cercando di far conoscere maggiormente questo sport soprattutto in Europa, dove la FIFA iniziava a lavorare sulla propria versione di calcio a 5.
La seconda edizione del mondiale venne svolta in Spagna, nelle città di Barcellona e Madrid (con l'esclusione di Brasile-Paesi Bassi disputata al Polideportivo di Elche, vicino a Valencia. La Spagna non aveva partecipato alla prima edizione, ma era stata tra i primi paesi europei in cui era giunto questo sport dal Sudamerica. I contatti tra la FIFUSA e la FIFA non portarono comunque all'appoggio di quest'ultima per il campionato del mondo, la Spagna padrona di casa, spinta dal pubblico di Madrid, riuscì a giungere in finale, finale per la prima volta teletrasmessa in diretta in Europa da TVE e nonostante questo vista da 12.000 persone al palazzo dello sport, dove i padroni di casa furono sconfitti al Brasile campione del mondo in carica con il punteggio di 3-1. Il fallo che determinò la segnatura spagnola fu commesso su Javier Lozano, futuro commissario tecnico iberico, il primo a strappare la coppa ai brasiliani.

### Il Mondiale in Australia e l'avvento della FIFA
Negli anni successivi i rivolgimenti che si succedettero all'interno della FIFUSA non fermarono la macchina organizzativa dei campionati del mondo che celebrarono la loro terza edizione in Australia, dove i brasiliani capaci di 74 reti in 7 partite di cammino verso la finale, furono sorprendentemente sconfitti in finale dal Paraguay di Miguel Martínez e Ramón Carossini, cannoniere scelto dei due precedenti mondiali. L'orgoglio paraguaiano si rifletté nella guida alla protesta per il confluire della FIFUSA nella FIFA e la creazione, all'interno di quest'ultima, di un "Comitato per il Futsal".
La FIFA impose immediatamente la sua impronta a questo sport, imponendo il proprio regolamento che in parte modificava il concetto di "bola pesada" sviluppatosi tra Uruguay e Brasile fino agli anni 1950 e poi diffusosi in tutto il Sudamerica, le dimensioni maggiori della sfera ma soprattutto un maggiore rimbalzo del pallone non impedì ai brasiliani, oramai maestri indiscussi di questo sport, di trionfare anche nei Paesi Bassi dove nel 1989 si celebrarono i primi campionati del mondo targati FIFA.
Il mondiale olandese vide schierarsi 6 formazioni europee e solo 3 sudamericane, il predominio numerico europeo non impedì alle tre selezioni del Sud America di giungere nelle prime otto, ed allo stesso Brasile (composto da giocatori del Bradesco campione carioca, e dello Iate Clube de Brasilia) di alzare la prima coppa del mondo della FIFA. L'arrivo in semifinale degli Stati Uniti diede la dimensione dell'internazionalizzazione di questo sport, ma nonostante questo lo scettro di nazionale più forte del mondo rimase ad appannaggio delle selezioni sudamericane.

### Dalla creazione della PANAFUTSAL all'anno 2000
Parallelamente, parte dei membri della FIFUSA, in aperta ostilità con la decisione di confluire nella FIFA, diedero vita il 25 settembre 1990 a Santa Fe de Bogotà alla Confederacion Panamericana de Futbol de Salon (PANAFUTSAL) di cui facevano parte Paraguay, Colombia, Messico, Uruguay, Argentina, Venezuela, Costa Rica, Puerto Rico e Bolivia, a cui si aggiunsero col tempo Ecuador, Antille Olandesi, Aruba e Canada. La FIFUSA quindi di fatto non smise di esistere, questo organismo internazionale tentò di tenere in vita il calcio a 5 alla maniera "antica", continuando ad organizzare parallelamente campionati del mondo, campionati panamericani e campionati sudamericani.
Venne mantenuta la pausa di tre anni tra un mondiale e l'altro, e venne assegnata la manifestazione del 1991 all'Italia, dove il campioni uscenti del Paraguay furono battuti dal Portogallo, prima squadra europea ad aggiudicarsi il titolo di campione del mondo. L'ovvia predominanza di mezzi e visibilità della FIFA fece sì che quest'ultima potesse contare su un maggior seguito per la sua attività di calcio a 5: la Federazione internazionale del calcio organizzò successivamente i mondiali con cadenza quadriennale come era per il "fratello maggiore" assegnando le edizioni 1992 ad Hong Kong e 1996 alla Spagna.
Il Brasile continuò a dominare questo sport, vincendo entrambe le edizioni, ma vedendo logorarsi l'enorme divario tecnico che divideva il sudamerica dall'Europa, la Spagna giunse dapprima terza poi seconda, trainando un movimento in costante crescita, frutto anche di una maggiore diffusione di questo sport sul vecchio continente, dove il calcio a 5 in versione FIFUSA fu presto relegato a sport di nicchia: mentre tutte le federazioni calcistiche d'Europa organizzarono tornei nazionali di futsal, la FIFUSA non ricevette che nove adesioni dall'Europa, legate soprattutto a federazioni di calcio a 5 di livello dilettantistico/amatoriale.
Nonostante questa palese difficoltà all'esterno del perimetro del Sudamerica, la PANAFUTSAL e la FIFUSA continuarono ad operare per la realizzazione dei propri campionati del mondo, che si svolsero regolarmente ogni triennio. Nel 1994 in Argentina furono i padroni di casa ad avere la meglio sulla Colombia dopo il clamoroso ritiro per protesta dei vicecampioni in carica del Paraguay, nel 1997 in Messico fu il Venezuela a battere in finale l'Uruguay 4-0 con una tripletta di David “La Gacela” Pinto cannoniere della manifestazione con dieci reti assieme al connazionale Asdrúbal Colmenares.
Anche a detta di alcune realtà praticanti il futsal vecchia maniera, il livello delle competizioni FIFUSA andò calando vistosamente a discapito dei mondiali FIFA, il tentativo di riavvicinamento tra le due federazioni, compiuto tra il 2000 ed il 2002 naufragò dividendo probabilmente in maniera definitiva le strade di questi due sport dallo stesso nome.
Nel 2000 vennero celebrati quasi contemporaneamente i campionati del mondo FIFA (dal 18 novembre al 3 dicembre in Guatemala) e quelli FIFUSA (dal 15 novembre al 28 novembre in Bolivia). I mondiali FIFUSA ribadirono la forza delle selezioni sudamericane: il titolo andò alla Colombia che ebbe la meglio sulla Bolivia padrona di casa solo dopo i calci di rigore. I mondiali FIFA del 2000, invece, fecero segnare una svolta epocale: la Spagna di Lozano fu la prima nazionale europea a togliere il titolo al Sudamerica, dopo una tirata finale vinta per 4-3. Fu il coronamento di una crescita europea che portò 3 squadre su quattro posti in semifinale.

### Il nuovo millennio a la creazione della AMF
Il naufragio della trattativa per la riunione dei due sport sotto lo stesso organismo portò ad un'unica sostanziale novità: nel 2002 il congresso della PANAFUTSAL deliberò la creazione della Asociación Mundial de Futsal che prese in mano la gestione del campionato del mondo, organizzando le edizioni del 2003 in Paraguay e del 2007 in Argentina.
Nel 2003 in Paraguay furono i campioni in carica a trionfare nel girone finale a quattro con i campioni uscenti della Colombia, la Bolivia ed il Perù. Russia e Spagna si confermarono le uniche due realtà europee capaci di contrastare il dominio sudamericano, ma furono battute ai quarti senza raggiungere il girone finale. Cambiarono i rapporti di forza tra i continenti: sette formazioni sudamericane, otto europee, due centroamericane, Canada, Australia e Congo, ma i risultati furono sempre ad appannaggio del Sudamerica.
La riconferma del Paraguay come campione del mondo AMF nel 2007 a Mendoza in Argentina, in un campionato definito "soddisfacente per l'esito sportivo ed economico" dalla stessa AMF, ha dimostrato che, quantomeno in Sudamerica, la stessa AMF continua ad avere presa. Tuttavia, da 13 formazioni non sudamericane su 20 (di cui una nordamericana e due centramericane) del 2003, si è passati a sette su sedici (con una nordamericana e una centramericana) nel 2007; lo strapotere delle formazioni sudamericane ed un progressivo calo della presenza europea in tale manifestazione è quindi innegabile, nonostante le buone prove di nazionali come Repubblica Ceca e Belgio. Va inoltre sottolineato un particolare non indifferente: ai mondiali di Mendoza non si è qualificato il Brasile, che invece risulta essere sempre il grande favorito di ogni manifestazione internazionale presieduta dalla FIFA.
I mondiali AMF 2011 organizzati in Colombia, videro la vittoria dei padroni di casa, che sconfissero in finale il Paraguay. La Colombia si è riconfermata anche nell'edizione successiva, disputata in Bielorussia nel 2015.

## Edizioni

### FIFUSA
| 1982 | Brasile   | Brasile    | 1–0       | Paraguay | Uruguay   | 2–1 (dcr)   | Colombia   |
| 1985 | Spagna    | Brasile    | 3–1       | Spagna   | Paraguay  | 10–3        | Argentina  |
| 1988 | Australia | Paraguay   | 2–1       | Brasile  | Spagna    | 3–2         | Portogallo |
| 1991 | Italia    | Portogallo | 4–3 (dcr) | Paraguay | Brasile   | -           | Bolivia    |
| 1994 | Argentina | Argentina  | 2–1 (dts) | Colombia | Uruguay   | 1–0         | Brasile    |
| 1997 | Messico   | Venezuela  | 4–0       | Uruguay  | Brasile   | -           | Russia     |
| 2000 | Bolivia   | Colombia   | 6–4 (dcr) | Bolivia  | Argentina | 12–11 (dcr) | Russia     |

### AMF
| 2003 | Paraguay    | Paraguay | girone | Colombia  | Bolivia   | girone | Perù   |
| 2007 | Argentina   | Paraguay | 1–0    | Argentina | Colombia  | 6–4    | Perù   |
| 2011 | Colombia    | Colombia | 8–2    | Paraguay  | Argentina | 8–4    | Russia |
| 2015 | Bielorussia | Colombia | 4–0    | Paraguay  | Argentina | 7–1    | Belgio |

## Medagliere
| Posiz. | Nazione    | Oro | Argento | Bronzo | Totale |
| ------ | ---------- | --- | ------- | ------ | ------ |
| 1      | Paraguay   | 3   | 3       | 1      | 7      |
| 2      | Colombia   | 3   | 2       | 1      | 6      |
| 3      | Brasile    | 2   | 1       | 2      | 5      |
| 4      | Argentina  | 1   | 1       | 2      | 4      |
| 5      | Venezuela  | 1   | 0       | 0      | 1      |
| 5      | Portogallo | 1   | 0       | 0      | 1      |
| 6      | Uruguay    | 0   | 1       | 2      | 3      |
| 7      | Bolivia    | 0   | 1       | 1      | 2      |
| 7      | Spagna     | 0   | 1       | 1      | 2      |

### Federazioni
- Sito ufficiale della AMF, su amfutsal.com.py. URL consultato il 2 novembre 2007 (archiviato dall'url originale il 28 settembre 2007).
- Pagina dei Mondiali su FIFA.com, su fifa.com. URL consultato il 2 novembre 2007 (archiviato dall'url originale il 25 ottobre 2008).
- Mondiali su Futsal Paulista, su futsal.terra.com.br. URL consultato il 2 novembre 2007 (archiviato dall'url originale il 2 dicembre 2007).

### Edizioni
- I mondiali FIFUSA dal 1982 al 2000 su RSSSF.com, su rsssf.com.
- Sito ufficiale - Mendoza 2007, su mundialfutsal.com.ar. URL consultato il 2 novembre 2007 (archiviato dall'url originale il 31 maggio 2011).